# Strobilanthes rubicundus
Strobilanthes rubicundus är en akantusväxtart som beskrevs av T. Anders.. Strobilanthes rubicundus ingår i släktet Strobilanthes och familjen akantusväxter. Inga underarter finns listade i Catalogue of Life.